# Друмски саобраћај
Друмски саобраћај је саобраћај који се одвија на путевима. Учесници у друмском саобраћају се могу кретати пешице, јашући животиње и уз помоћ разних возила. Друмски саобраћај је регулисан саобраћајним прописима које морају поштовати сви учесници у саобраћају. Основна правила друмског саобраћаја су усвојена 1968. године на Бечкој конвенцији о друмском саобраћају. Нису све државе  усвојиле ову конвенцију, а и међу њеним потписницама се јављају одступања.
Друмски транспорт представља вид транспорта као најмасовнији облик транспорта за превоз путника и терета, на кратка и средња растојања. основне карактеристике овог транспорта су:
позитивне
- велика маневарска способност
- изражена мобилност
- аутономност транспортних средстава
- висока брзина доставе
- достава „Од врата до врата“
- широки спектар примене

Негативне
- велика улагања
- значајна енергетска потрошња
- ниска продуктивност
- загађење животне средине

## Организација
У многим деловима света, саобраћај је, уопште узевши, организован. То подразумева петље, саобраћајне сигнале и знаке на раскршћима тако да олакша проток возила. У саобраћају могу учествовати возила на моторни погон, возила без сопственог погона (бицикли) и пешаци. Саобраћајним сигналима могућно је усаглашавање и са осталим видовима саобраћаја. 
Организован саобраћај драстично смањује време путовања. Иако возила чекају на раскрсницама, уштеда у времену је велика. Организован саобраћај може прећи у дезорганизован наступањем ванредног догађаја, било да су у питању радови на путу, нека незгода, или препрека, као што је животиња која се нађе на путу, рушевине и сл. На изузетно прометним ауто-путевима ометање може потрајати све док се саобраћај не прореди. Виљем Бити проучавао је ова ометања назвавши их „саобраћајни таласи“.
Симулација организованог саобраћаја укључује проучавање стохастичких процеса, као и примену једначина математичке физике на саобраћајни ток.

## Главне особености

### Врсте путева
Путеви се према максималној брзини и неким другим факторима деле на: ауто-путеве, мотопутеве, остале путеве и земљане путеве.
Ауто-путеви су врста путева прилагођени да се на њима обавља што бржи и безбеднији саобраћај. Имају две или више саобраћајних трака, а коловозне траке су физички одвојене једне од друге, тако да не прети опасност од возила из суседног смера. Поред тога са обе стране пута постоји и зауставна трака за принудно заустављање возила. Укрштања са другим путевима и железничким пругама изведена су испод или изнад нивоа ауто-пута. Не постоје пешачки прелази, већ пешаци морају да користе подземне или надземне пешачке прелазе. На деловима ауто-пута где постоји опасност од утрчавања дивљих и домаћих животиња, стављају се заштитне ограде. Максимална дозвољена брзина варира од државе до државе. Најчешће је та брзина ограничена на 120 km/h.
Путеви резервисани за саобраћај моторних возила могу имати исте елементе као и ауто-пут, али то није обавезно. Они се граде са ширим коловозима. На ауто-путевима и путевима резервисаним за моторна возила забрањено је возити тракторе, радне машине, бицикле, запреге и друга слична возила.
Земљани путеви су путеви без изграђеног коловоза. Под овим путевима се убрајају и путеви који имају природну камену или песковиту површину.

### Саобраћајни знаци
Саобраћајни знаци служе да учесницима у друмском саобраћају ставе до знања опасности и ограничења која постоје на путу, као и да дају потребна обавештења зарад бржег и уреднијег одвијања саобраћаја. Учесници у саобраћају су дужни да се стриктно придржавају ограничења, забрана и обавеза.
Саобраћајни знаци се дела на:
- знакове опасности
- знакове изричитих наредби
- знакове обавештења
- светлосне саобраћајне знаке
- ознаке на коловозу
- светлосне и друге ознаке на путу.

### Претицање
Под претицањем се сматра пролажење возилом поред другог возила које се креће у истом смеру, док је обилажење пролажење возилом поред заустављеног или паркираног возила или другог објекта који се налази на саобраћајној траци којом се возило креће.
На путевима који имају две или више саобраћајних трака, постоје “брже” и “спорије” траке. У већини земаља се бржим тракама сматрају унутрашње траке, док је у Уједињеном Краљевству бржа трака споља. На пример, у земљи у којој се вози десном страном, траке лево су брже траке, док су спорије десно. Претицање је увек дозвољено са леве стране, а понекад са десне стране (у случају да са сигурношћу можемо да тврдимо да возило које претичемо са десне стране има намеру да скрене лево). Обично се од возача очекује да се возе споријом траком осим ако не претичу, али се често користе обе траке ако је саобраћај густ.

### Смер
Саобраћај који се одвија у различитим смеровима треба да буде одвојен тако да не омета кретање возила из супротног смера. Основно питање које се овде поставља јесте која ће се страна пута користити за кретање. У нешто компликованијим случајевима, какви постоје у свим великим градовима, овај концепт је продубљен: поједине улице су означене као једносмерне и сва возила која их користе морају се кретати у једном смеру. Возач, који жели да се врати на место са кога је пошао, мора се у повратку користити другим улицама. Постојање једносмерних улица, упркос неугодностима које доноси одређеном броју возача индивидуалних путничких аутомобила, може значајно побољшати проток саобраћаја будући да омогућава брже кретање возилима и настоји да поједностави раскрснице. Возачима који не познају град једносмерне улице могу представљати проблем. У последње време ситуацију знатно олакшавају компјутерски програми који имају улогу својеврсних мапа и који имају умеморисане и једносмерне улице.

### Траке
Када је улица довољно широка да може да омогући кретање више возила, једног поред другог, нормално је да се саобраћај издели у више трака, тј. паралелних саобраћајних коридора. Постоји разлика између коловозне и саобраћајне траке. Наиме, двосмерна улица има две коловозне траке, а свака од њих може имати по једну или више саобраћајних трака. Неке државе на путевима граде ониже бетонске зидове како би јасно раздвојиле две коловозне траке. У другим земљама, пак, траке уопште нису обележене, па их се возачи придржавају према стеченом искуству у вожњи. 
На путевима са више саобраћајних трака, возачи се могу престројавати по својој слободној вољи, али то морају чинити тако да не угрожавају остале учеснике у саобраћају. Начин вожње разликује се од земље до земље. У неким земљама, возач ће истрајавати у својој намери да се вози одређеном саобраћајном траком, док ће у другим очекивати од осталих учесника у саобраћају да се често престројавају испред и иза њега.

### Ограничење брзине
Што је већа брзина возила, теже је избећи судар и већа је штета ако се судар деси. Зато многе државе света ограничавају максималну брзину на путевима на својој територији. Возила не би смела да возе брзином веће од дозвољене.
Да би се натерали возачи да поштују ограничења брзине, уведена су два начина контроле. Први је да полиција патролира путевима и користи специјалне уређаје (обично радаре) да измере брзину возила и зауставе свако које се ухвати да не поштује ограничење брзине. Други начин је су компјутеризовани системи за мерење брзине који се постављају широм града, који аутоматски детектују прекршиоце и фотографишу регистарске таблице, што се касније користи за слање казне.
Систем развијен у Немачкој је зелени талас, који показује оптималну брзину да би се увек пролазило на зелено светло на семафору на том путу. Већа или мања брзина од те доводе до тога да се возач чешће зауставља на црвеном светлу.

### Право првенства
Возила често долазе у конфликт интереса када се нађу једно другом на путу, тј. када им се намеравани правци укрсте. Главно правило које регулише овај проблем зове се првенство пролаза. Оно одређује који возач има право да први користи спорни део пута, а који је дужан да сачека. 
Различите земље имају различита правила којима регулишу првенство пролаза, али уобичајена пракса је да један од путева (обично мањи пут) има ознаку која ставља до знања да треба уступити првенство проласка другим возилима. То може бити знак СТОП или окренути троугао, испрекидане линије исцртане на коловозу или нека друга направа. Возач који се креће путем са знаком СТОП мора се зауставити на раскрсници, на коју ступа тек пошто се претходно уверио да се ниједно возило не креће путем на који се укључује. У појединим случајевима, на самом уласку у раскрсницу, исцртан је пешачки прелаз, што значи да возач најпре мора пропустити пешаке пре него што настави даље. 
Питање првенства проласка може се разрешити применом тзв. правила десне стране (фр. priorité-a-droite). Ово правило, заправо, говори о томе да првенство пролаза има возило које нам долази с десне стране. Ово правило је двосмислено, али има примену код тзв. Т раскрсница, где, зачудо, возила која се крећу право, сегментом слова Т који се налази на врху, морају пропустити она возила која долазе из правца вертикалног крака слова Т. 
У савременим градовима, саобраћај на прометним раскрсницама регулише се светлосним сигналима. Примена овог решења заснива се на идеји да саобраћају на сваком путном правцу треба дати делић времена како би организовано прешао преко раскрснице. Колики ће интервал времена бити додељен сваком путном правцу, зависи искључиво од обима и интензитета саобраћаја на њему.
| Знак | Место                               | Обавезе возача                                                                                        |
| | Укрштање путева подједнаке важности | Уступити право првенства возилу које вам долази са десне стране                                       |
| | раскрсница                          | пропустити возило које се креће по путу са првенством пролаза; код знака СТОП обавезно је заустављање |
| | Раскрсница                          | Пут са првенством пролаза, имате право првенства пролаза                                              |
| | сужени део пута                     | уступити првенство возилу које долази из супротног смера                                              |
| | пешачки прелаз                      | уступити првенство пешаку који се налази на пешачком прелазу                                          |
| | бициклистички прелаз                | уступити првенство бициклисти који се налази на прелазу                                               |
| | прелаз преко пруге                  | уступити првенство возилу које се креће по шинама                                                     |
| Напомена: знакови и прописи се разликују у зависности од државе у којој се налазите, тако да прописи који су горенаведени не морају свуда да важе |                                     | |

### Пешачки прелаз
Пешаци често морају да прелазе са једне стране улице на другу и тако се испречити возилима на друму. На многим местима пешаци морају да пазе да прелазе пут када нема саобраћаја који их може угрозити. На прометнијим местима се обично налазе пешачки прелази, који се означавају линијама на путу на местима где се очекује да ће пешаци прелазити.
Изглед пешачког прелаза може знатно да се разликује од места до места, али два најчешћа изгледа су ред паралелних белих линија или две дуге хоризонталне беле линије. Први начин означавања је уобичајен, пошто је уочљивији на тамној подлози.
Неке пешачке прелазе често прате семафори, који заустављају возила у регуларним интервалима да би пешаци могли да прођу. У неким државама постоје интелигентни семафори, код којих пешак мора да притисне дугме да би најавио своју намеру да пређе улицу. Семафор ће искористити ту информацију да закаже заустављање саобраћаја, а ако нема пешака који желе да пређу улицу, сигнал неће заустављати саобраћај без смисла.
Пешачки прелази без семафора су такође чести. У овом случају саобраћајни прописи дозвољавају пешаку да пређе на пешачком прелазу, а возила морају да се зауставе.
Нека правосуђа забрањују прелазак пута било где осим пешачког прелаза. У неким другим земљама, пешаци имају право да прелазе друм где они пожеле и имају виша права од возила док прелазе.
У већини земаља, сматра се да раскрснице имају пешачке прелазе, чак и ако нису обојене, све док се путеви срећу приближно под правим углом. Пример једне од држава у ком ово правило не важи је Уједињено Краљевство.
У Београду су 1936. пешачки прелази били означени белим линијама, али пошто су се оне брзо брисале, следеће године су замењене металним клиновима, по угледу на Париз. Први клинови су постављени код "Руског цара".

### Железнички прелази у нивоу друма
Због безбедносних разлога, железнички прелази се често опремају браницима, саобраћајним знацима који показују удаљеност од пруге и светлосним знацима који трепте када пролази воз.

## Интелигентни транспортни системи
Интелигентни транспортни систем (ИТС) је систем састављен од хардвера, софтвера и оних који њима рукују, који омогућује боље надгледање и контролу саобраћаја ради оптимизирања саобраћајног тока. Број пређених километара, у току једне године, наставља вртоглаво да расте, а дужина изграђених путева једноставно не може да ухвати корак с том тенденцијом. То доводи до све већих застоја у саобраћају. Као једно од најјефтинијих решења у погледу оптимизирања саобраћаја, ИТС обједињује бројне технологије које имају за циљ смањење застоја у саобраћају праћењем саобраћајних токова посредством видео-камера и сензора. Захваљујући повратним информацијама, саобраћај се преусмерава давањем обавештења преко текстуалних порука или радио-таласа.
Савремена технологија може помоћи и возачу повећавањем сигурности и ефикасности саобраћаја. Један од система који ово омогућава је Driver Assistance, који се ослања на сензоре који прате оно што окружује возило, помажу у неповољним условима, региструју остале учеснике у саобраћају (на основу топлоте коју пешак на прелазу емитује, даје се знак возачу), помажу у гужви, аутоматски паркирају возило, аутоматски упозоравају на опасност од судара, а постоји могућност и аутоматске контроле над аутомобилом и возачем у случају да изгуби контролу над возилом.
Постоји и интелигентни систем који се монтира у возило, а састоји из камере постављене поред ретровизора аутомобила, компјутера на табли и помоћних камера за посматрање самог возача. Непрекидно се приказује пут, прате се слике, идентификују знаци и могуће је преузимање команди, уколико се, на пример детектује знак за ограничење брзине који возач није испоштовао.
Размену информација између аутомобила омогућила би јединствена ИТ мрежа на путевима, која би била заснована на бежичној ЛАН мрежи (стандарди 802.11а/б/г) и протоколу ИП верзија 6 (Интернет протокол верзије 6), у којој би се сваком возилу додељивале функције предајника и пријемника, рутера и локатора. Комуникација би била омогућена на раздаљини од неколико стотина метара, и успостављала би се ад хок, чим се дође на одређену удаљеност, чиме би се олакшао проток возила, смањила загушења, спречиле опасности и отклонили бар неки недостаци и проблеми у саобраћају.

## Бука
Урбано планирање мора узети у обзир ниво буке коју генеришу одређени видови саобраћаја (друмски, железнички, ваздушни). У Француској, на пример, све саобраћајнице подељене су, према нивоу буке, у пет категорија. Ово се мора узети у обзир при одређивању критеријума звучне изолације које морају да испуњавају зграде у непосредној близини саобраћајнице.